# Alpy Gailtalskie
Alpy Gailtalskie (niem. Gailtaler Alpen lub Drauzug) – część Alp Wschodnich w Austrii, między doliną górnej Drawy i jej prawym dopływem Gail. Leżą na terytorium dwóch krajów związkowych: Karyntii i Wschodniego Tyrolu. Zachodnia część pasma, nazywana Dolomitami Lienzkimi od pobliskiego miasta Lienz, jest wyższa i bardziej okazała niż wschodnia. Najwyższym szczytem wschodniej części jest Reißkofel (2371 m), jeszcze tylko parę szczytów osiąga ponad 2000 m. W całym paśmie najwyższym szczytem jest Große Sandspitze (2770 m).
Alpy Gailtalskie graniczą z: Ankogelgruppe, Kreuzeckgruppe, Schobergruppe na północy, Villgratner Berge na północnym zachodzie, Alpami Karnickimi i Karawankami na południu oraz z Alpami Gurktalskimi na wschodzie.
Większość pasma nie posiada infrastruktury narciarskiej, poza okolicami Spittal i Villach. Reszta pasma nie nosi zbyt wielu śladów działalności człowieka. Rejon posiada liczne jeziora, z których największe to Weißensee. Rozciąga się ono na 20 km w kierunku z zachodu na wschód i osiąga głębokość prawie 100 m. Innym znaczącym jeziorem jest Pressegger See na wschód od Hermagor, głównego miasta doliny Gailtal.
Najwyższe szczyty:
| - Große Sandspitze (2770 m) - Spitzkofel (2717 m) - Hochstadel (2681 m) - Teplitzer Spitze (2613 m) - Rosenköpfl (2599 m) - Eggenkofel (2591 m) - Weittalspitze (2539 m) - Große Gamswiesenspitze (2486 m) - Kleine Gamswiesenspitze (2454 m) - Riebenkofel (2386 m) |  | - Reißkofel (2371 m) - Lumkofel (2286 m) - Torkofel (2275 m) - Latschur (2236 m) - Soleck (2221 m) - Dobratsch (2166 m) - Goldeck (2142 m) - Spitzegel (2118 m) - Vellacher Egel (2108 m) |